# Xã Hocking, Quận Fairfield, Ohio
Xã Hocking (tiếng Anh: Hocking Township) là một xã thuộc quận Fairfield, tiểu bang Ohio, Hoa Kỳ. Năm 2010, dân số của xã này là 4.672 người.